# Corallina cuvieri
Corallina cuvieri J.V. Lamouroux, 1816  é o nome botânico  de uma espécie de algas vermelhas pluricelulares do gênero Corallina.
- São algas marinhas encontradas na Ilha Campbell.

## Sinonímia
- Jania rosea (Lamarck) Decaisne, 1842